# Have You Ever Seen the Rain?/Hey Tonight
Have You Ever Seen the Rain?/Hey Tonight è un singolo dei Creedence Clearwater Revival pubblicato nel 1971.

## Il disco
Il disco è stato il primo singolo del 1971 e l'ultimo della loro carriera come quartetto originario. Ambedue i brani erano contenuti nell'LP Pendulum. Hey Tonight aveva raggiunto il primo posto nella hit parade tedesca, la terza in Svizzera e Belgio, l'8ª posizione sul Billboard Hot 100 negli Stati Uniti,  la 13ª posizione in Finlandia e la 14° in Italia.

## Tracce
Lato A
1. Have You Ever Seen the Rain? – 2:39 (John Fogerty)

Lato B
1. Hey Tonight – 2:43 (John Fogerty)

## I brani
Have You Ever Seen the Rain?

Hey Tonight
Il brano è contenuto anche nell'album Pendulum, sesto LP dei Creedence Clearwater Revival; scritto da John Fogerty, la band lo aveva provato appena prima che il gruppo raggiungesse lo studio nel novembre 1970. Ciononostante Fogerty considera questo come una delle sue migliori canzoni dell'album nonostante sia stato scritto in un momento di turbolenze (infatti in quel periodo la band stava per sciogliersi). Il brano era stato registrato nel novembre del 1970 a San Francisco, presso i Wally Heider's Studios.
Il brano è stato inserito nella colonna sonora di alcuni film:
- Butler's Night Out,  film del 1974
- I guerrieri dell'inferno film del 1978 di Karel Reisz

## Musicisti
- John Fogerty: voce, chitarra
- Tom Fogerty: chitarra
- Doug Clifford: batteria
- Stu Cook: basso elettrico